# Daimler (бронеавтомобиль)

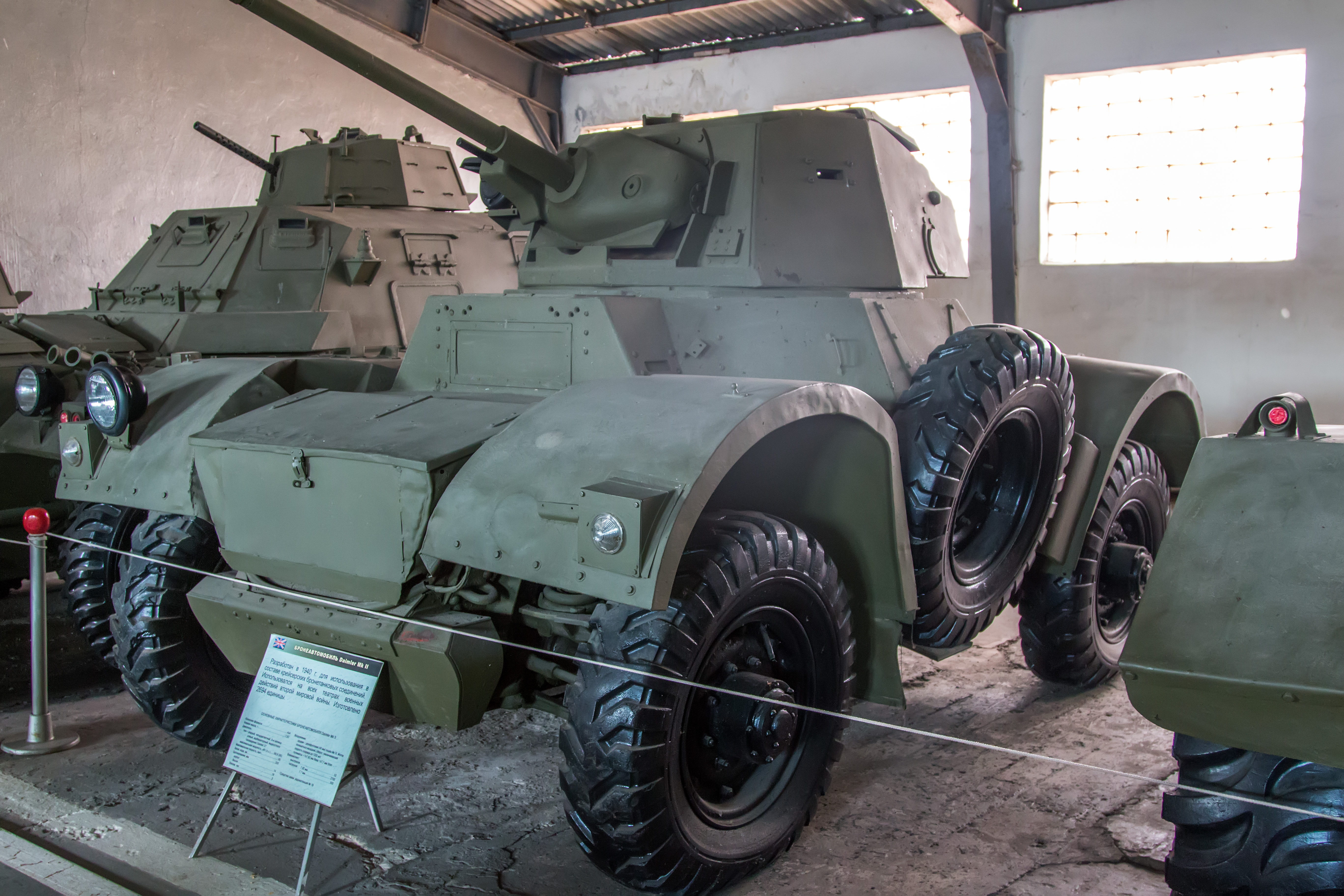
Daimler Armoured Car в музее в Кубинке

«Дэймлер» (англ. Armoured Car, Daimler) — британский тяжёлый бронеавтомобиль периода Второй мировой войны. По национальной классификации обозначался как «лёгкий колёсный танк» (англ. Light Tank (Wheeled)) Был разработан фирмой «Дэймлер» в 1939 году на основе её собственного лёгкого разведывательного бронеавтомобиля Daimler Scout Car, с использованием башни лёгкого танка «Тетрарх», и стал первым в линии британских бронеавтомобилей с пушечным вооружением. Всего в ходе серийного производства, продолжавшегося с 1941 года до окончания войны в 1945 году, было выпущено 2694 машины этого типа в нескольких вариантах. Бронеавтомобили «Дэймлер» активно использовались британскими войсками на Африканском театре военных действий с июля 1942 года, а позднее — и на всех других фронтах. После войны «Дэймлер» оставался на вооружении британских войск до 1965 года.

## Варианты

### Mark I CS
Вариант непосредственной поддержки с 76-мм пушкой.

### Mark II
Улучшенная башня, модифицированная артустановка, улучшенный радиатор, аварийный люк водителя, встроенный в крышу, контейнер для гранаты WP, установленный в башне, и модифицированный контейнер дымогенератора.

### Sawn-Off Daimler
Полковая безбашенная командная версия, известная как SOD («Sawn-Off Daimler»).

## Конфликты
- Вторая Мировая война
- Корейская война
- Война во Вьетнаме
- Арабо-израильская война
- Индо-пакистанский конфликт
- Гражданская война на Шри-Ланке